# Parc d'État d'Eno River
Le parc d'État d'Eno River est un parc d'État de Caroline du Nord de 15,78 km² (3900 acres) situé dans le comté de Durham et le comté d'Orange aux États-Unis. Il est près de la ville de Durham, le long des rives de la rivière Eno. Contigu avec le parc Eno de la ville (Eno City Park), les deux parcs préservent l'habitat naturel sur plus de 15 km (9 miles) de la rivière.

## Histoire
Les américains natifs d'Eno, les tribus Shakori et Occoneechee vivaient le long de la rivière avant l'installation des européens. Certaines des tribus ont fusionné vers la fin du XVIIe siècle et ont établi un village près de la ville actuelle de Durham. Les immigrants se sont installés plus tard pour construire des fermes et des moulins à blé. Plus de 30 moulins ont été trouvés le long de l'Eno.
Les efforts pour créer le Parc d'Etat d'Eno River ont commencé en 1965 où la ville de Durham a proposé la construction d'un réservoir dans la vallée de la rivière. Un groupe de citoyens inquiets a mené une campagne pour sauver l'Eno et a formé l'association pour la Préservation de la Vallée de la rivière Eno. L'association a proposé la création d'un parc d'État et, en mai 1972, l'État de Caroline du Nord a approuvé l'idée. La ville de Durham a retiré son idée de construction du réservoir. En 1975, l'État - avec l'aide d'associations - a acquis plus de 4 km² de terrain pour le parc.

## L'association de l'Eno River
Créée en 1966, L'association de l'Eno River a depuis acheté et protégé plus de 20 km² de terres. Outre le fait de protéger les plantes et la vie sauvage, l'association essaie aussi d'enseigner aux gens la conservation de l'environnement et de la nature. L'association produit aussi le Festival pour l'Eno (Festival for the Eno).
Le festival pour l'Eno apporte en moyenne 30 000 visiteurs près du fleuve sur trois jours, en juillet. Aujourd'hui, le festival met en avant la musique, les artisanats, la nourriture et la conscience de l'environnement. Tout le bénéfice va à la conservation du Fleuve Eno et des régions environnantes. En fait, le festival a aidé à protéger la protection de plus de 20 km² au fil des années.